# Сельвовые манакины
Сельвовые манакины (лат. Schiffornis) — род воробьинообразных птиц семейства Tityridae.

## Описание
Светло-коричневые или оливкового цвета птицы и длиной тела около 15 см. Крылья и хвост чёрные. Строят прочные гнёзда из листьев.

## Классификация
Некоторые авторы включали род Schiffornis в семейство котинговых или манакиновых. Род объединяет 7 видов.
- - Schiffornis aenea J. T. Zimmer, 1936
  - Schiffornis major Des Murs, 1856 — Большой сельвовый манакин[6]
  - Schiffornis olivacea (Ridgway, 1906)
  - Schiffornis stenorhyncha (P. L. Sclater & Salvin, 1869)
  - Schiffornis turdina (zu Wied-Neuwied, 1831) — Бронзовый сельвовый манакин[6]
  - Schiffornis veraepacis (P. L. Sclater & Salvin, 1860)
  - Schiffornis virescens (Lafresnaye, 1838) — Одноцветный сельвовый манакин[6]

## Распространение
Представители рода встречаются в лесах бассейна Амазонки, в Центральной Америке и на юге Мексики.